# وشم بیشه

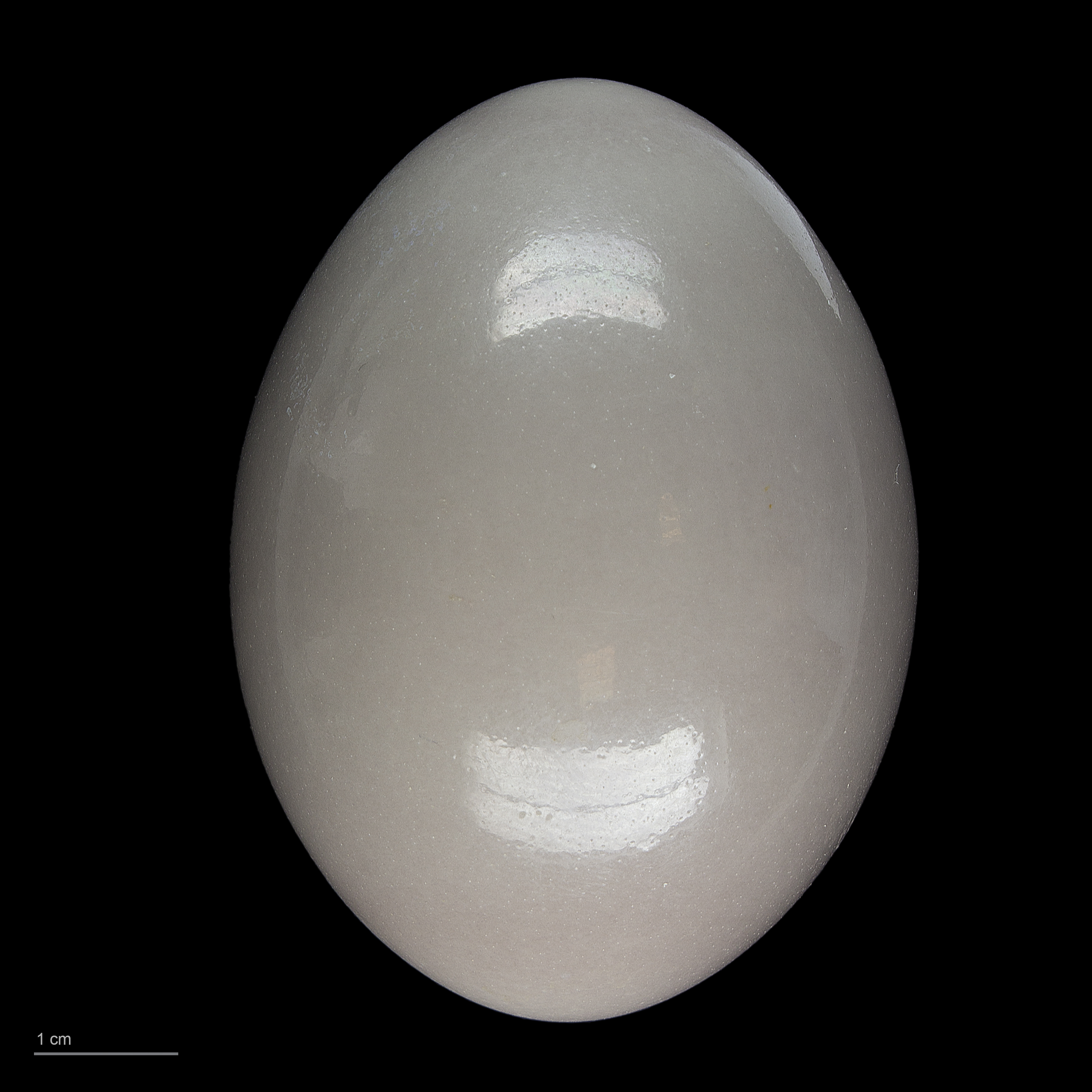
Crypturellus cinnamomeus

وشم بیشه (نام علمی: Crypturellus cinnamomeus) نام یک گونه از سرده دمچه‌پنهان‌ها است.